# Madison County (Georgie)
Madison je okres (county) amerického státu Georgie založený v roce 1811. Správním střediskem je Danielsville.
Je jedním z 19 okresů tohoto jména v USA.

## Sousední okresy
- sever – Franklin County
- severovýchod – Hart County
- východ – Elbert County
- jih – Oglethorpe County
- jihozápad – Clarke County
- západ – Jackson County
- severozápad – Banks County